# Eugenia chrysophyllum
Eugenia chrysophyllum är en myrtenväxtart som beskrevs av Jean Louis Marie Poiret. Eugenia chrysophyllum ingår i släktet Eugenia och familjen myrtenväxter. Inga underarter finns listade i Catalogue of Life.